# Эйрс, Лью
Лью Эйрс (англ. Lew Ayres, при рождении Льюис Фредерик Эйрс III (англ. Lewis Frederick Ayres III); 28 декабря 1908 — 30 декабря 1996) — американский актёр, номинант на премию «Оскар» в 1948 году.

## Биография
Родился в Миннеаполисе в семье Луи и Ирмы Эйрс. Когда ему было четыре года его родители развелись, после чего он с матерью и отчимом переехал в Сан-Диего. Бросив школу, Эйрс основал собственную музыкальную группу, с которой в течение месяца выступал в Мексике. После возвращения он продолжил карьеру музыканта, играя на банджо и гитаре в ряде биг-бэндов. Во время одного из выступлений в ночном клубе, Эйрс познакомился с агентом одной из голливудских киностудий, который предложил ему контракт на съёмки в кино.
Его дебют состоялся в 1929 году в картине «Поцелуй» с Гретой Гарбо в главной роли. Последовавшая за этим роль в военной драме «На Западном фронте без перемен» сделала Эйрса звездой и обеспечила долгосрочным контрактом в Голливуде. С 1938 по 1942 год актёр исполнил роль доктора Килдера (Dr. Kildare) в девяти фильмах о нём, а в начале 1950-х вернулся к этому образу в серии радиопостановок.
В годы Второй мировой войны Эйрс служил в американской армии, сначала инструктором по оказанию первой помощи, а затем в качестве санитара и помощника капеллана в Тихом океане. Все заработанные деньги за годы службы он пожертвовал в американский Красный Крест.
В 1948 году Эйрс стал номинантом на премию «Оскар» за главную роль в картине «Джонни Белинда». В 1950-е годы актёр стал больше работать на телевидении, где его продуктивная карьера продолжалась до начала 1990-х годов. За это время он появился в десятках телесериалов и телефильмов, среди которых «Дымок из ствола», «Коломбо», «Улицы Сан Франциско», «Отель», «Частный детектив Магнум» и «Команда „А“». Среди кинофильмов того времени с его участием такие картины как «Воротилы» (1964), «Битва за планету обезьян» (1973), «Салемские вампиры» и «Омен 2: Дэмиен» (1978).
Лью Эйрс трижды был женат: с 1931 по 1933 год — на актрисе Лоле Лейн, с 1934 по 1940 год — на актрисе Джинджер Роджерс, и с 1964 по своей смерти — Дайане Холл, родившей ему в 1968 году сына Джастина. У него также был короткий роман с актрисой Джейн Уайман, из-за которого она развелась с Рональдом Рейганом. Актёр умер 30 декабря 1996 года спустя два дня после своего восемьдесят восьмого дня рождения в Лос-Анджелесе. Похоронен на Вествудском кладбище. Его вклад в киноиндустрию отмечен звездой на Голливудской аллее славы.